# The Lost Choir
The Lost Choir ist ein deutscher Kurzfilm von Tim Neiser aus dem Jahr 2012, der im Auftrag des International Children’s Fund (ICF) von der Grey Group Germany produziert wurde.

## Handlung
Der Film zeigt den 40-köpfigen Knabenchor Wuppertaler Kurrende bei der Aufführung von Mad World in der Erlöserkirche Wuppertal. Alle drei Sekunden tritt ein Sänger von der Bühne, bis schließlich nur noch ein Junge auf der Bühne steht und dem sichtlich gerührten Publikum erklärt: „Every three seconds the world loses a child. Your donation can help to stop this.“, gefolgt von der Internetadresse des ICF.

## Hintergrund
Laut ICF sterben jährlich rund elf Millionen Kinder unter fünf Jahren an den Folgen von Armut, Hunger, Mangelernährung, Trinkwasserverschmutzung und fehlendem Impfschutz. Daraus folgt, dass durchschnittlich alle 3 Sekunden ein Kind stirbt.

## Rezeption
The Lost Choir wurde auf dem Spotlight-Festival 2013 aufgeführt und gewann Bronze in der Kategorie „web & mobile“.